# Louis Pirenne
Louis Pierre Léon Pirenne (Tilburg, 1 juli 1924 – 's-Hertogenbosch, 12 april 2014) was een Nederlands (rijks)archivaris.

## Biografie
Hij was zoon van de Arnhemse Petronella Magdalena Menting en de uit het Belgische Aubel afkomstige Louis Joseph Hubert Pirenne, een elektrotechnisch ingenieur en technisch hoofdambtenaar in Tilburg. Vader Pirenne was vermoedelijk in Tilburg terechtgekomen op de vlucht voor de Eerste Wereldoorlog. Broer Maurice Pirenne werd componist van kerkelijke muziek. Louis Pirenne was getrouwd met notarisdochter Annie Carolina Theresia Pollen (1924-1991). Zelf had hij al vastgesteld dat hij geen of zeer verre familie was van historicus Henri Pirenne.
Louis wilde in de voetsporen van zijn vader treden en zich ook in techniek verdiepen. Hij kreeg zijn opleiding aan de gymnasiumafdeling van het Odulphuslyceum in zijn geboortestad Tilburg. Daar ontstond een aversie tegen natuurkunde en scheikunde; een loopbaan in de techniek zat er niet meer in. Daarna volgde een studie geschiedenis aan de Katholieke Universiteit Nijmegen bij professoren J. Cornelissen, R. Pos en Lodewijk Rogier. Vervolgens studeerde hij in Fribourg in Zwitserland. Van 24 maart tot 13 april 1951 was hij ingeschreven bij de Salzburger Seminar in American Studies van de Amerikaanse Harvard-universiteit. In 1948 deed hij kandidaatsexamen in Nijmegen en in 1950 deed hij zijn doctoraal. Hij promoveerde uiteindelijk in Nijmegen in 1959 met 's-Hertogenbosch tussen Atrecht en Utrecht, staatkundige geschiedenis 1576-1579 (het tijdperk van de Brabantse Opstand en de Tachtigjarige Oorlog). Deze verhandeling werd gedrukt door Sint-Norbertus te Tongerlo.   
Sinds 1948 was Pirenne actief als archiefmedewerker van de gemeente 's-Hertogenbosch onder Henri Ebeling. Het archief werd toen beheerd vanuit achterafkamertjes, Ebeling werkte slechts halve dagen. Pirenne probeerde orde in de chaos te krijgen, maar moest dat doen achter een bureau dat hij op een van de gangen van het stadhuis verlaten had aangetroffen. Op 27 juni 1953 behaalde hij zijn staatsdiploma wetenschappelijk archiefambtenaar. Hij zou daarmee doorgroeien tot de functie stadsarchivaris (1954) en rijksarchivaris Noord-Brabant (1963; in plaats van Elisabeth Helena Korvezee). Ook op het bestuursvlak raakte hij aan archieven. Hij was vicevoorzitter (1968-1972 en voorzitter (1972-1976) van de Koninklijke Vereniging van Archivarissen in Nederland. Vanuit zijn functie probeerde hij archivarissen van Nederlands en Belgisch Brabant op één lijn te krijgen en had een belangrijke vinger in de pap bij de verhuizing van het Rijksarchief binnen 's-Hertogenbosch. In 1988 ging hij met pensioen.
Buiten zijn werk had Pirenne bestuurlijke betrokkenheid bij de kunsten in de provincie. Tussen 1960 en 1972 zat hij in het bestuur van Provinciaal Genootschap van Kunsten en Wetenschappen Noord Brabant. In 1961 richtte hij daarbinnen de Historische Sectie op. Hij was er eerste vicevoorzitter (1961-1964) en daarna voorzitter (1964-1976). Tevens was hij betrokken bij Varia Historica Brabantica (Noordbrabants Historisch Jaarboek). Hij bleef betrokken bij die provincie met bestuursfuncties bij Stichting Brabant Een, 's-Hertogenbosch Muziekstad, etc. In 2009 keek hij terug op zijn werk in de publicatie De archivaris vertelt: Tilburgse en Bossche herinneringen.
Louis Pirenne overleed op 90-jarige leeftijd in een hospice in Rosmalen, gemeente 's-Hertogenbosch. Het Noordbrabants Historisch Jaarboek publiceerde een In Memoriam. Pirenne en echtgenote werden begraven in Orthen.

## Publicaties
Uit zijn pen kwamen talloze publicaties zowel over archiefwerk als over Noord-Brabant.

## Onderscheidingen
Pirenne werd diverse keren onderscheiden:
- 1975: Officier Orde van Oranje-Nassau
- 1976: zilveren penning Noordbrabants Genootschap
- 1983: Ridder Orde van het Heilig Graf
- 1991: Zilveren Anjer

- CiNii: DA17045863
- Gemeinsame Normdatei: 118889850
- International Standard Name Identifier: 0000 0003 8563 3386
- Library of Congress Control Number: n93057548
- Nederlandse Thesaurus van Auteursnamen: 069181411
- Système universitaire de documentation: 095370641
- Virtual International Authority File: 196641461